# سیارک ۹۵۰۲
سیارک ۹۵۰۲ (به انگلیسی: 9502 Gaimar، نامگذاری:2075T-2) نه هزار و پانصد و دومین سیارک کشف شده‌است که در ۲۹ سپتامبر ۱۹۷۳ کشف شد.
قدر مطلق سیارک برابر ۱۵٫۱۰ است.